# Lista de picos ultraproeminentes da Oceania
Esta é a lista dos 67 picos ultraproeminentes da Oceania. A montanha mais proeminente é o Puncak Jaya (4884 m de altitude e de proeminência), seguida pelo Mauna Kea (4205 m de altitude e também de proeminência). Inclui-se aqui também os dois picos ultraproeminentes do sul do oceano Índico.

## Nova Guiné (parte indonésia)
| N.º | Pico                             | País      | Ilha       | Altitude (m) | Proeminência (m) | Colo (m) |
| --- | -------------------------------- | --------- | ---------- | ------------ | ---------------- | -------- |
| 1   | Puncak Jaya (Pirâmide Carstensz) | Indonésia | Nova Guiné | 4884         | 4884             | 0        |
| 2   | Monte Arfak                      | Indonésia | Nova Guiné | 2940         | 2761             | 179      |
| 3   | Puncak Mandala                   | Indonésia | Nova Guiné | 4760         | 2760             | 2000     |
| 4   | Monte Kobowre                    | Indonésia | Nova Guiné | 3750         | 2217             | 1533     |
| 5   | Monte Gauttier                   | Indonésia | Nova Guiné | 2230         | 2007             | 223      |
| 6   | Monte Wondiwoi                   | Indonésia | Nova Guiné | 2180         | 1985             | 195      |
| 7   | Bon Irau                         | Indonésia | Nova Guiné | 2500         | 1900             | 600      |
| 8   | Monte Cycloop                    | Indonésia | Nova Guiné | 2000         | 1876             | 124      |
| 9   | Undundi-Wandandi                 | Indonésia | Nova Guiné | 3640         | 1740             | 1900     |
| 10  | Monte Kumawa                     | Indonésia | Nova Guiné | 1680         | 1636             | 44       |
| 11  | Angemuk                          | Indonésia | Nova Guiné | 3949         | 1565             | 2384     |
| 12  | Deyjay                           | Indonésia | Nova Guiné | 3340         | 1555             | 1785     |

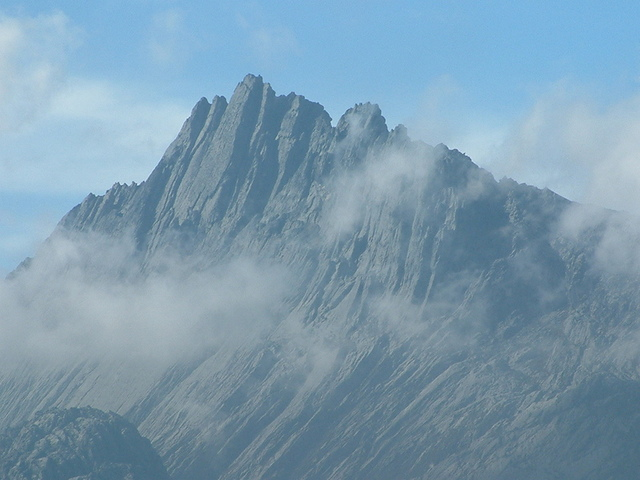
Pucak Jaya ou Pirâmide Carstenz - a montanha mais alta e mais proeminente da Oceania

Ver também: Lista de picos ultraproeminentes do Arquipélago Malaio para outros picos ultraproeminentes em outros locais do arquipélago indonésio.

## Papua-Nova Guiné
| N.º | Pico                                    | País             | Ilha              | Altitude (m) | Proeminência (m) | Colo (m) |
| --- | --------------------------------------- | ---------------- | ----------------- | ------------ | ---------------- | -------- |
| 1   | Ponto mais alto dos Montes Finisterre   | Papua-Nova Guiné | Nova Guiné        | 4175         | 3734             | 441      |
| 2   | Monte Suckling                          | Papua-Nova Guiné | Nova Guiné        | 3676         | 2976             | 700      |
| 3   | Monte Wilhelm                           | Papua-Nova Guiné | Nova Guiné        | 4509         | 2969             | 1540     |
| 4   | Monte Victoria                          | Papua-Nova Guiné | Nova Guiné        | 4038         | 2738             | 1300     |
| 5   | Monte Balbi                             | Papua-Nova Guiné | Ilha Bougainville | 2715         | 2715             | 0        |
| 6   | Monte Oiautukekea                       | Papua-Nova Guiné | Ilha Goodenough   | 2536         | 2536             | 0        |
| 7   | Monte Giluwe                            | Papua-Nova Guiné | Nova Guiné        | 4367         | 2507             | 1860     |
| 8   | Ponto mais alto da Nova Irlanda         | Papua-Nova Guiné | Nova Irlanda      | 2340         | 2340             | 0        |
| 9   | Monte Ulawun                            | Papua-Nova Guiné | Nova Bretanha     | 2334         | 2334             | 0        |
| 10  | Monte Kabangama                         | Papua-Nova Guiné | Nova Guiné        | 4104         | 2284             | 1820     |
| 11  | Ponto mais alto das montanhas Nakanai   | Papua-Nova Guiné | Nova Bretanha     | 2316         | 2056             | 260      |
| 12  | Monte Kilkerran                         | Papua-Nova Guiné | Ilha Fergusson    | 1947         | 1947             | 0        |
| 13  | Monte Piora                             | Papua-Nova Guiné | Nova Guiné        | 3557         | 1897             | 1660     |
| 14  | Monte Bosavi                            | Papua-Nova Guiné | Nova Guiné        | 2507         | 1887             | 620      |
| 15  | Monte Karoma                            | Papua-Nova Guiné | Nova Guiné        | 3623         | 1883             | 1740     |
| 16  | Monte Simpson                           | Papua-Nova Guiné | Nova Guiné        | 2883         | 1863             | 1020     |
| 17  | Monte Kunugui                           | Papua-Nova Guiné | Ilha Karkar       | 1833         | 1833             | 0        |
| 18  | Monte Victory                           | Papua-Nova Guiné | Nova Guiné        | 1891         | 1831             | 60       |
| 19  | Ponto mais alto de Manam                | Papua-Nova Guiné | Manam             | 1807         | 1807             | 0        |
| 20  | Monte Michael                           | Papua-Nova Guiné | Nova Guiné        | 3647         | 1787             | 1860     |
| 21  | Monte Talawe                            | Papua-Nova Guiné | Nova Bretanha     | 1824         | 1773             | 51       |
| 22  | Barurumea Ridge                         | Papua-Nova Guiné | Nova Bretanha     | 2063         | 1723             | 340      |
| 23  | Monte Sarawaget                         | Papua-Nova Guiné | Nova Guiné        | 4121         | 1701             | 2420     |
| 24  | Ponto mais alto das montanhas Bewani    | Papua-Nova Guiné | Nova Guiné        | 1980         | 1664             | 316      |
| 25  | Monte Bel                               | Papua-Nova Guiné | Ilha Umboi        | 1658         | 1658             | 0        |
| 26  | cume sem nome                           | Papua-Nova Guiné | Nova Bretanha     | 1951         | 1651             | 300      |
| 27  | Monte Maybole                           | Papua-Nova Guiné | Ilha Fergusson    | 1665         | 1597             | 68       |
| 28  | Ponto mais alto da cordilheira Adelbert | Papua-Nova Guiné | Nova Guiné        | 1716         | 1576             | 140      |
| 29  | Ponto mais alto das montanhas Sibium    | Papua-Nova Guiné | Nova Guiné        | 2295         | 1555             | 740      |
| 30  | Monte Shungol                           | Papua-Nova Guiné | Nova Guiné        | 2752         | 1518             | 1234     |
| 31  | Monte Taraka                            | Papua-Nova Guiné | Ilha Bougainville | 2251         | 1511             | 740      |

## Havai

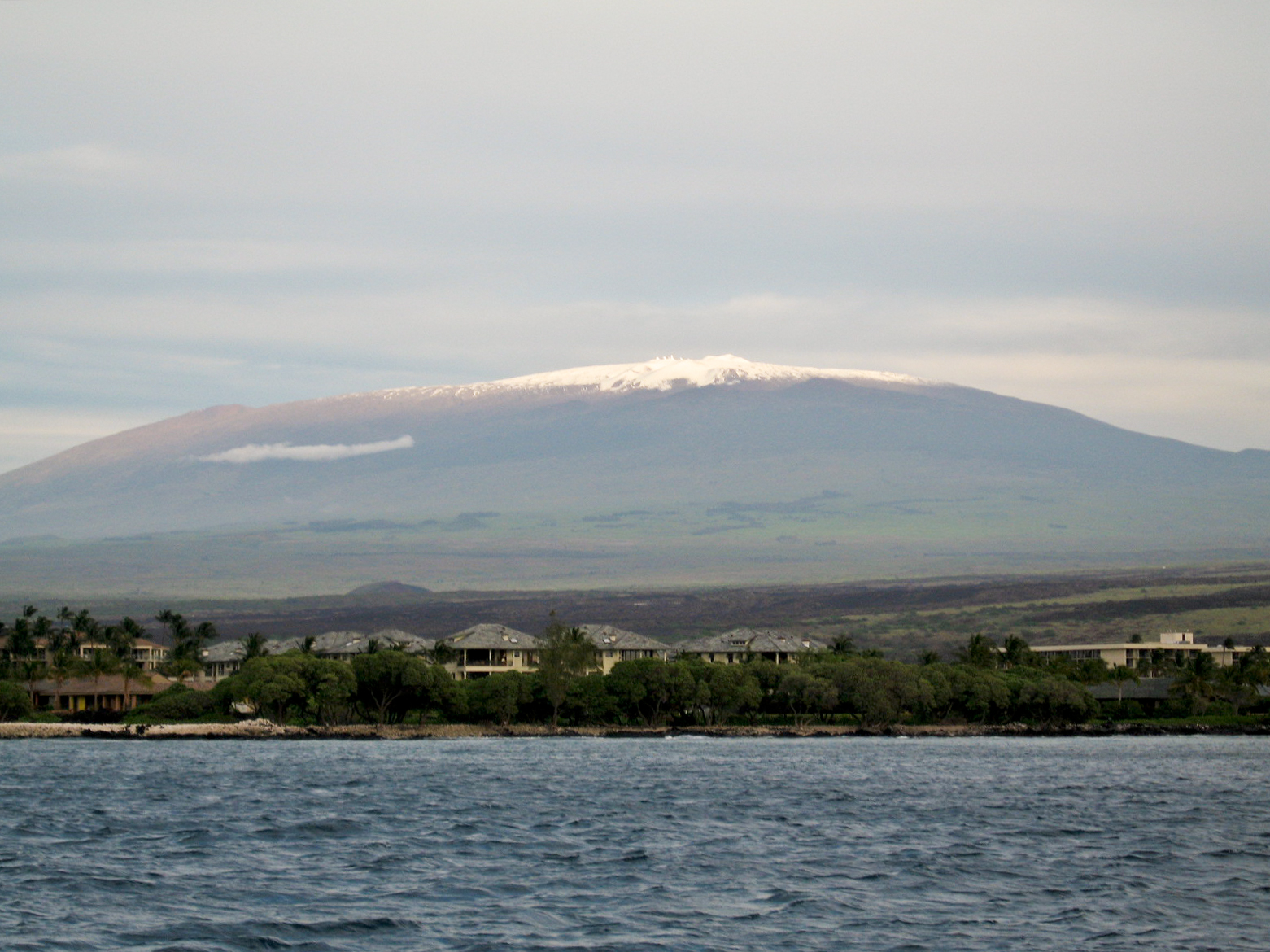
Mauna Kea

| N.º | Cume       | País           | Ilha       | Altitude | Proeminência | Isolamento | Colo (m) |
| --- | ---------- | -------------- | ---------- | -------- | ------------ | ---------- | -------- |
| 1   | Mauna Kea  | Estados Unidos | Ilha Havai | 4205.021 | 4205.021     | 3946.92    | 0        |
| 2   | Haleakalā  | Estados Unidos | Maui       | 3055.010 | 3055.010     | 121.39     | 0        |
| 3   | Mauna Loa  | Estados Unidos | Havai      | 4169.359 | 2163.775     | 40.63      | 2005     |
| 4   | Puʻu Kukui | Estados Unidos | Maui       | 1764.182 | 1730.654     | 36.49      | 33       |
| 5   | Kawaikini  | Estados Unidos | Kauaʻi     | 1598.066 | 1598.066     | 327.34     | 0        |
| 6   | Kamakou    | Estados Unidos | Molokaʻi   | 1512.113 | 1512.113     | 36.38      | 0        |

## Nova Zelândia
| N.º | Pico                                    | País          | Ilha       | Altitude (m) | Proeminência (m) | Colo (m) |
| --- | --------------------------------------- | ------------- | ---------- | ------------ | ---------------- | -------- |
| 1   | Aoraki/Monte Cook                       | Nova Zelândia | Ilha Sul   | 3755         | 3755             | 0        |
| 2   | Monte Ruapehu                           | Nova Zelândia | Ilha Norte | 2797         | 2797             | 0        |
| 3   | Monte Aspiring/Tititea                  | Nova Zelândia | Ilha Sul   | 3033         | 2471             | 562      |
| 4   | Monte Taranaki/Egmont                   | Nova Zelândia | Ilha Norte | 2518         | 2308             | 210      |
| 5   | Monte Tutoko                            | Nova Zelândia | Ilha Sul   | 2723         | 2191             | 532      |
| 6   | Monte Tapuaenuku                        | Nova Zelândia | Ilha Sul   | 2884         | 2021             | 863      |
| 7   | Single Cone                             | Nova Zelândia | Ilha Sul   | 2319         | 1969             | 350      |
| 8   | Manakau                                 | Nova Zelândia | Ilha Sul   | 2608         | 1798             | 810      |
| 9   | Monte Taylor                            | Nova Zelândia | Ilha Sul   | 2333         | 1636             | 698      |
| 10  | Ponto mais alto da cordilheira Skippers | Nova Zelândia | Ilha Sul   | 1648         | 1598             | 50       |

## Outras ilhas do Pacífico
| Rank | Pico              | País               | Ilha           | Altitude (m) | Proeminência (m) | Colo (m) |
| ---- | ----------------- | ------------------ | -------------- | ------------ | ---------------- | -------- |
| 1    | Monte Popomanaseu | Ilhas Salomão      | Guadalcanal    | 2335         | 2335             | 0        |
| 2    | Monte Orohena     | Polinésia Francesa | Tahiti         | 2241         | 2241             | 0        |
| 3    | Monte Tabwemasana | Vanuatu            | Espírito Santo | 1879         | 1879             | 0        |
| 4    | Silisili          | Samoa              | Savai'i        | 1858         | 1858             | 0        |
| 5    | Monte Veve        | Ilhas Salomão      | Kolombangara   | 1768         | 1768             | 0        |
| 6    | Monte Panié       | Nova Caledônia     | Grande Terre   | 1628         | 1628             | 0        |

* Excluindo Nova Guiné, Nova Zelândia e Arquipélago do Havai.

## Austrália
| N.º | Pico             | País      | Massa de terra | Altitude (m) | Proeminência (m) | Colo (m) |
| --- | ---------------- | --------- | -------------- | ------------ | ---------------- | -------- |
| 1   | Monte Kosciuszko | Austrália | Austrália      | 2228         | 2228             | 0        |
| 2   | Monte Ossa       | Austrália | Tasmânia       | 1617         | 1617             | 0        |

## Sul do oceano Índico
| N.º | Pico        | País                                   | Ilha         | Altitude (m) | Proeminência (m) | Colo (m) |
| --- | ----------- | -------------------------------------- | ------------ | ------------ | ---------------- | -------- |
| 1   | Pico Mawson | Austrália                              | Ilha Heard   | 2745         | 2745             | 0        |
| 2   | Monte Ross  | Terras Austrais e Antárticas Francesas | Grande Terre | 1850         | 1850             | 0        |

## Galeria

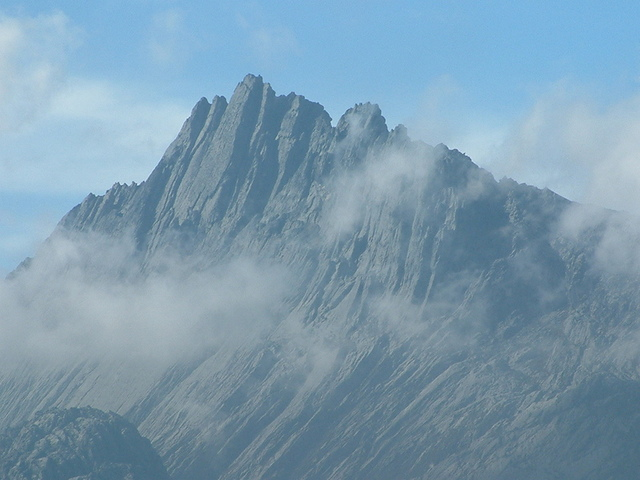
Puncak Jaya na Papua, Indonésia, é o ponto mais alto da Nova Guiné e em todas as ilhas oceânicas.
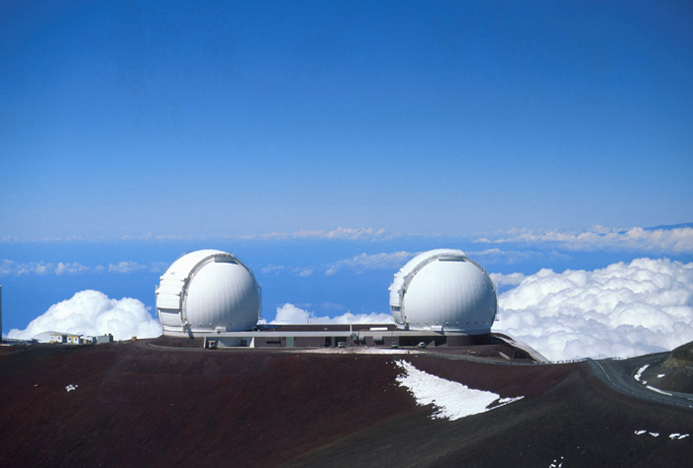
Mauna Kea na Ilha Havai é a mais alta montanha da Terra entre a base e o topo.
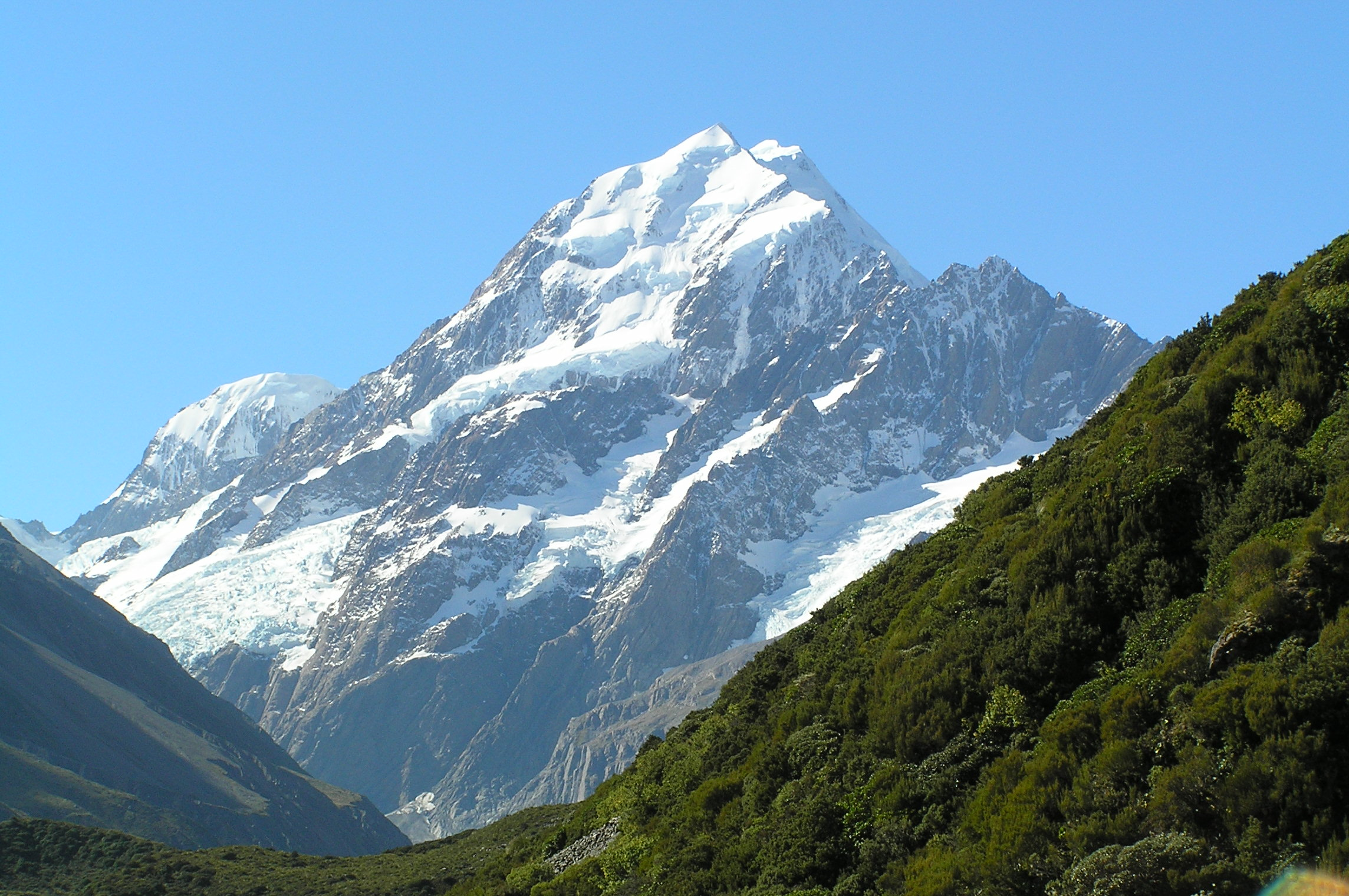
Aoraki/Mount Cook é o topo da ilha Sul e da Nova Zelândia.
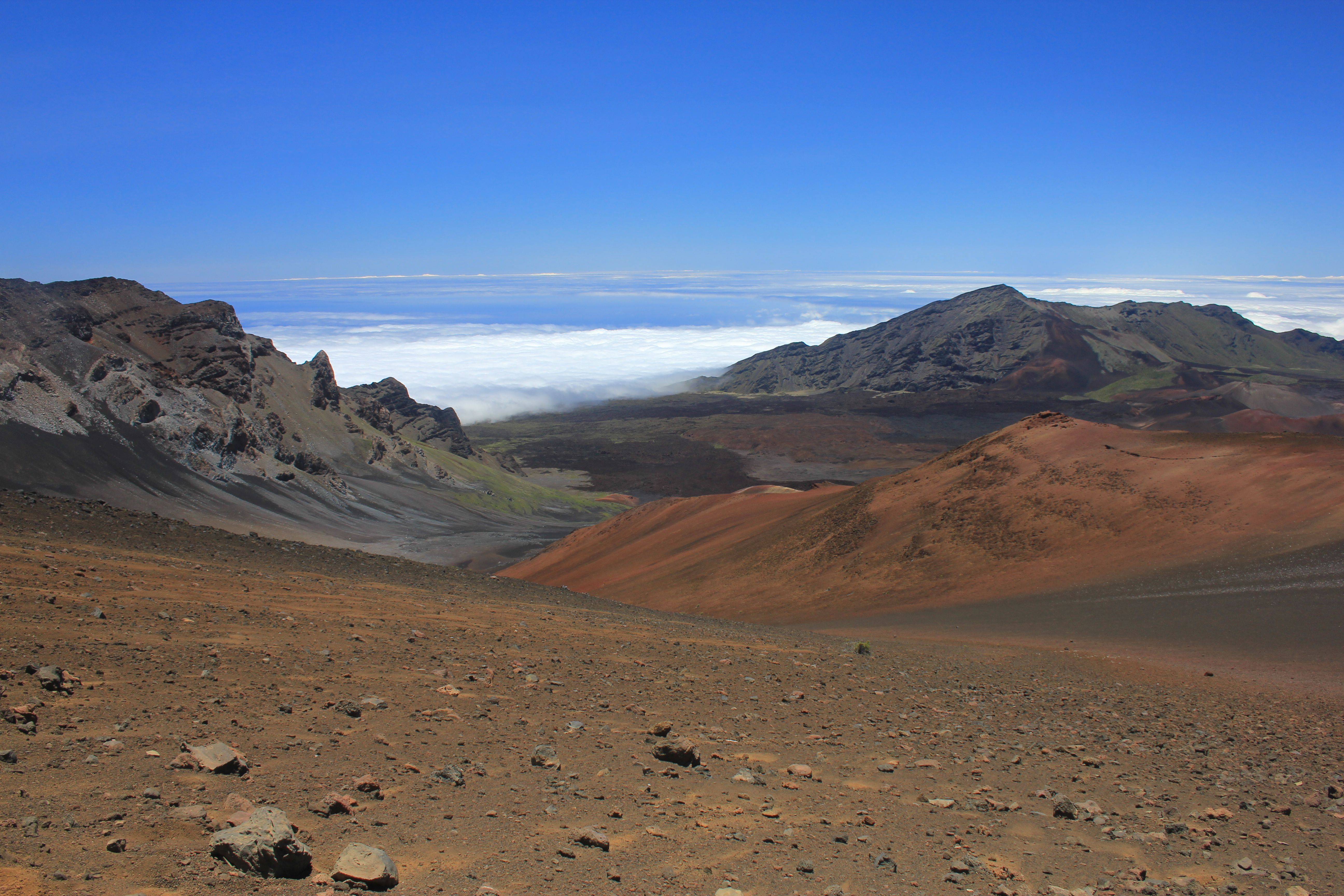
O adormecido vulcão em escudo Haleakalā é o cume de Maui.
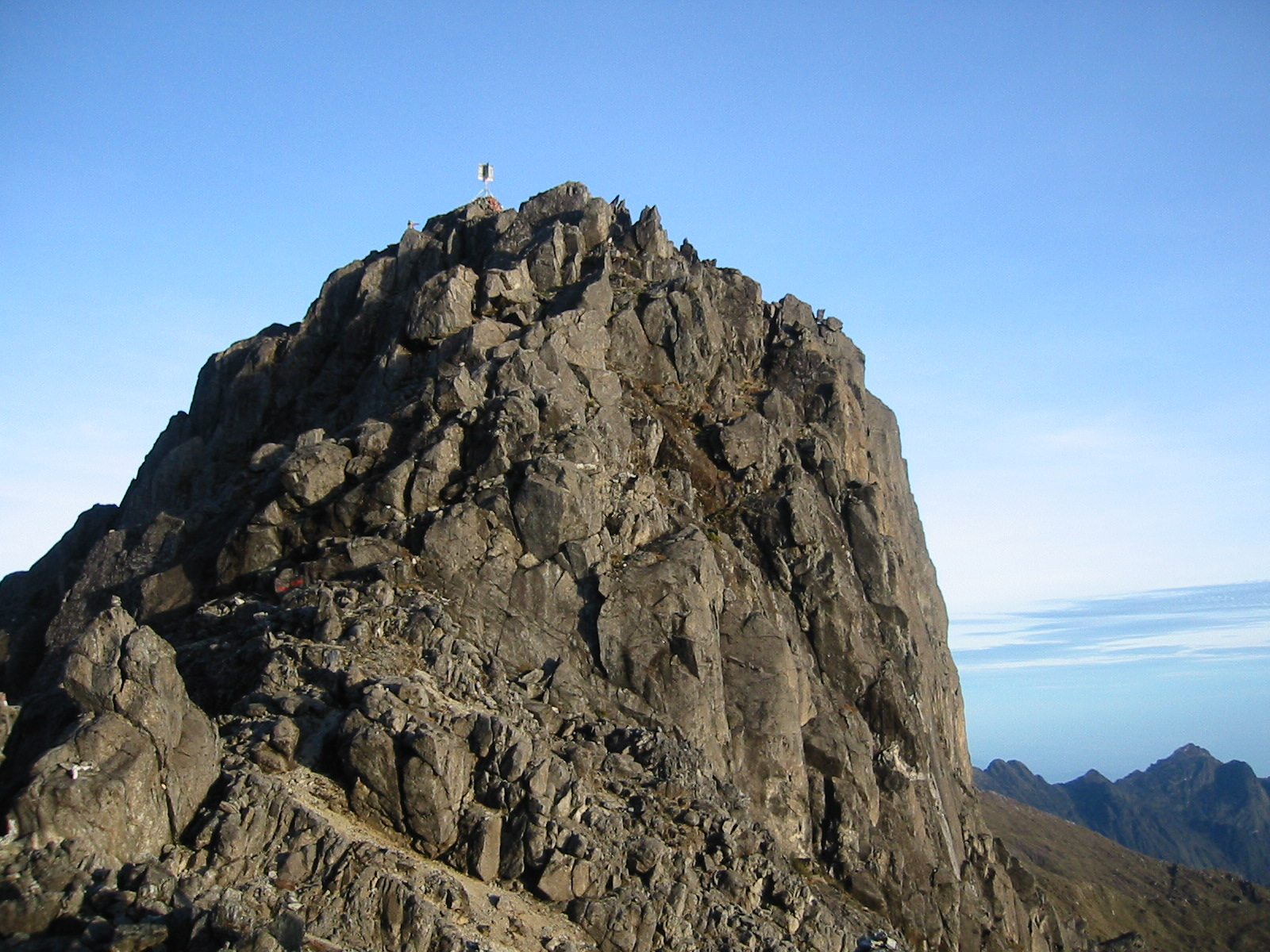
O Monte Wilhelm é o mais alto da Papua-Nova Guiné (mas não da Nova Guiné).
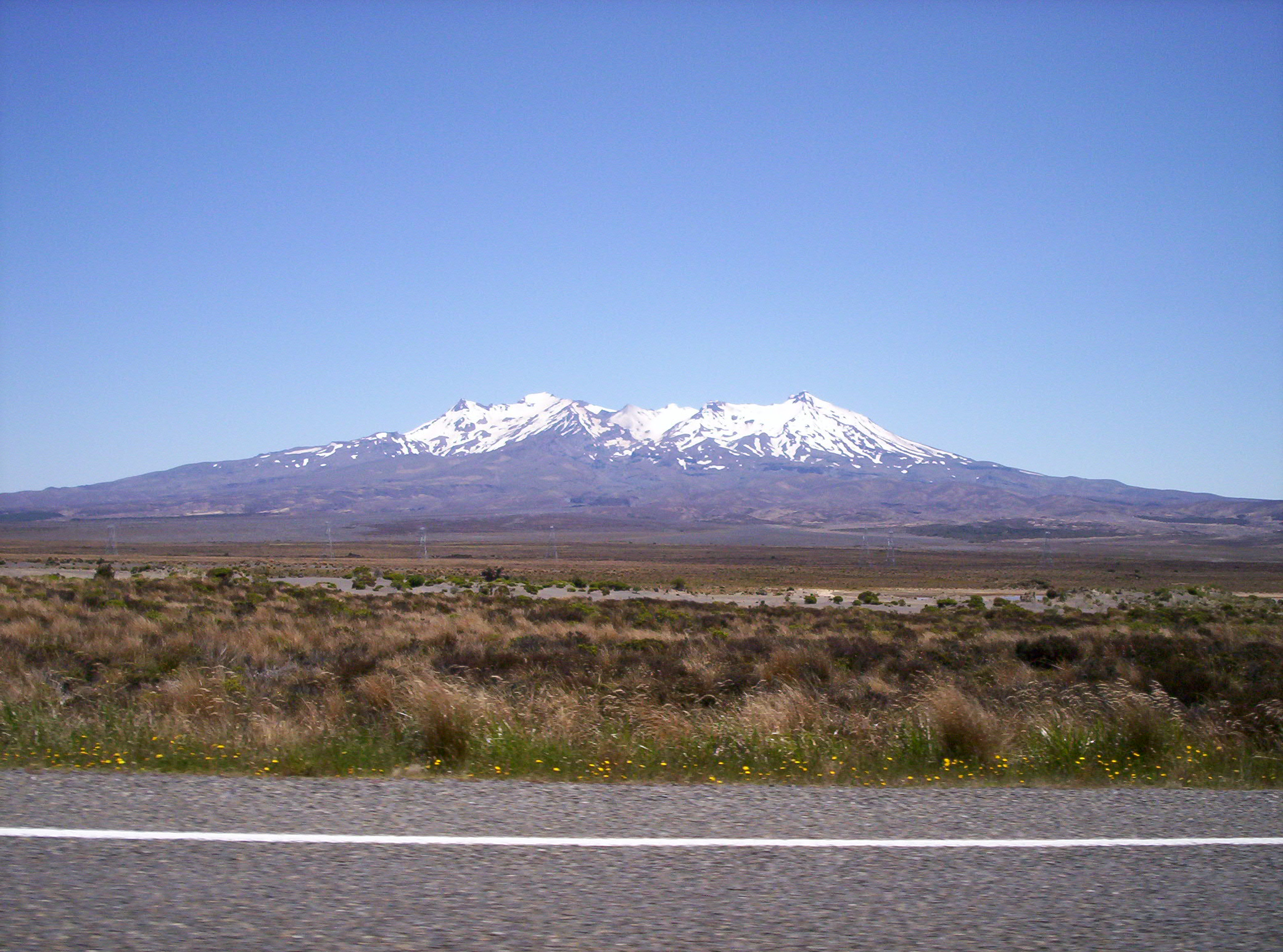
O ativo estratovulcão Monte Ruapehu é o topo da ilha Norte da Nova Zelândia.
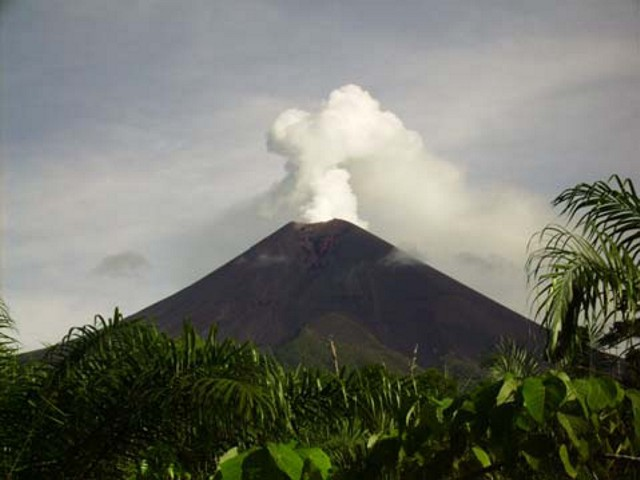
O ativo estratovulcão Ulawun é o mais alto da Nova Bretanha na Papua-Nova Guiné.
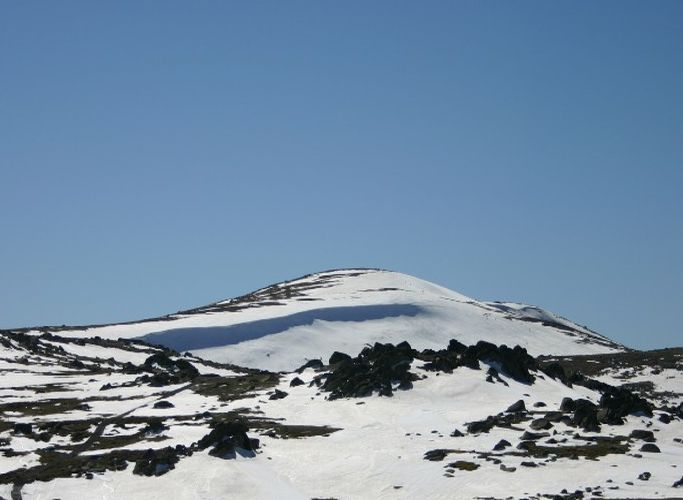
Monte Kosciuszko é o mais alto da Austrália excluindo ilhas menores longínquas.
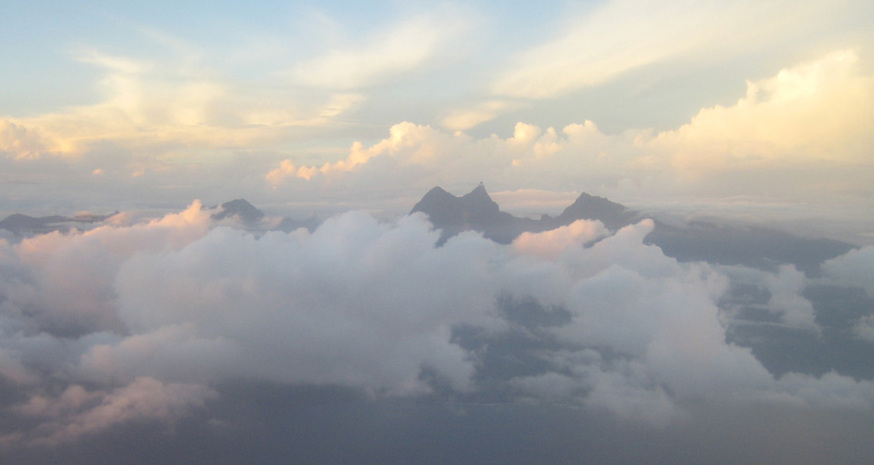
O Monte Orohena é o topo de Tahiti e a mais alta da Polinésia Francesa.
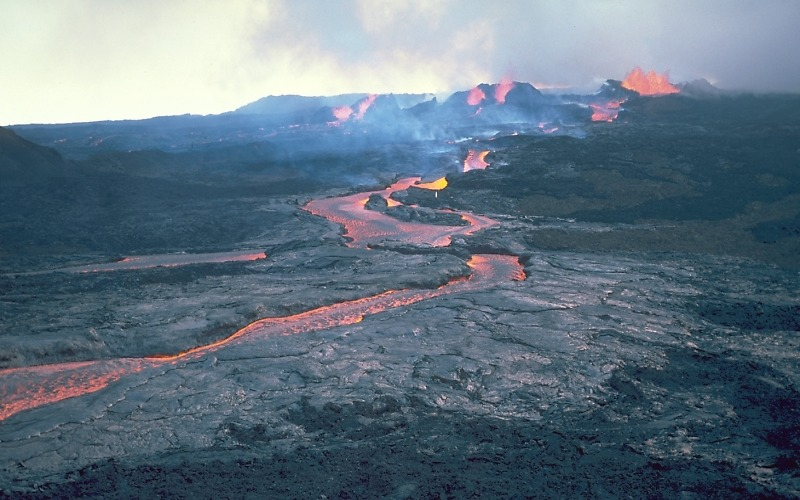
O ativo vulcão em escudo Mauna Loa na ilha Havai e a mais volumosa montanha do mundo.
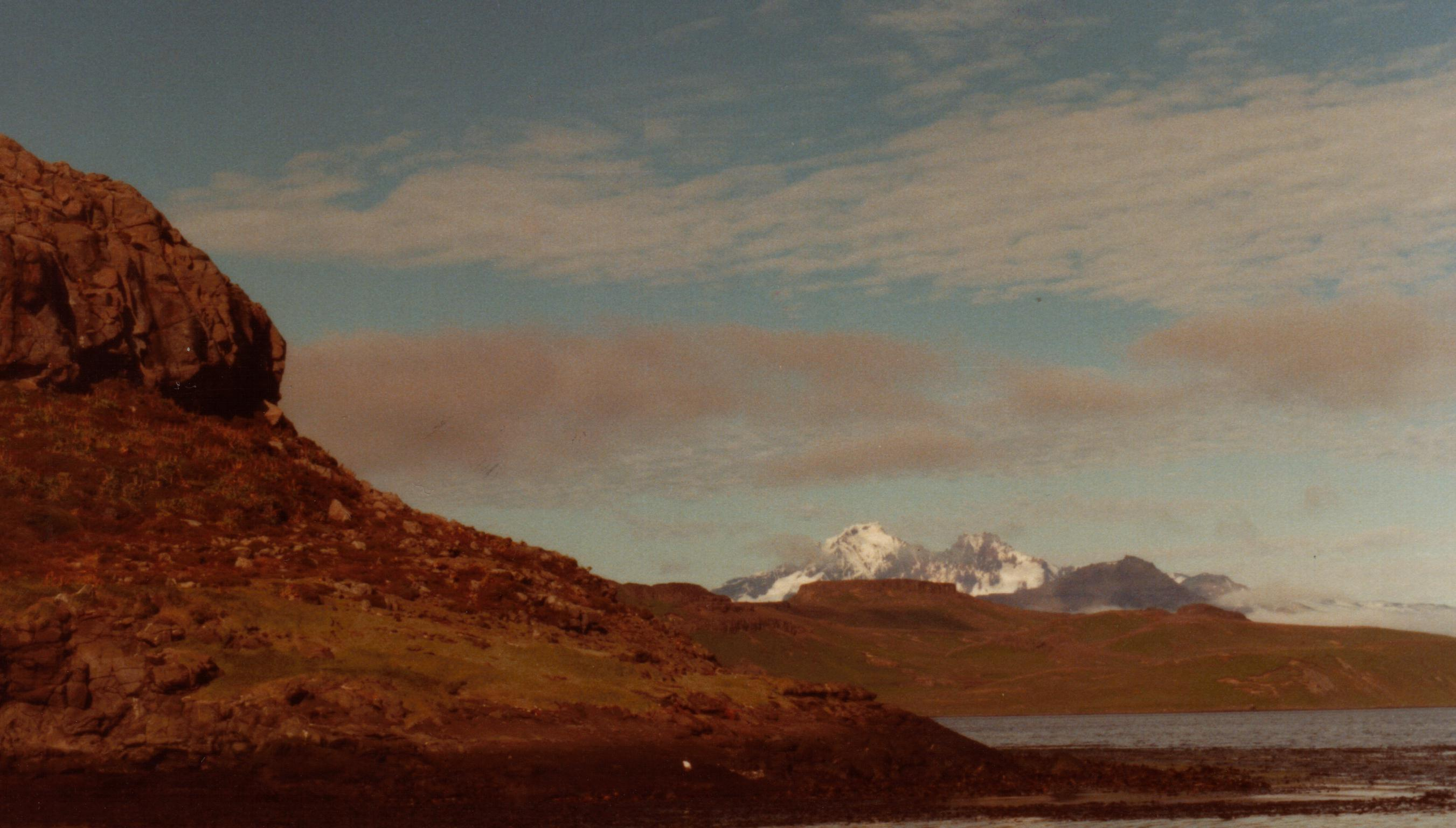
O monte Ross é o mais alto de Grande Terre (ilhas Kerguelen).
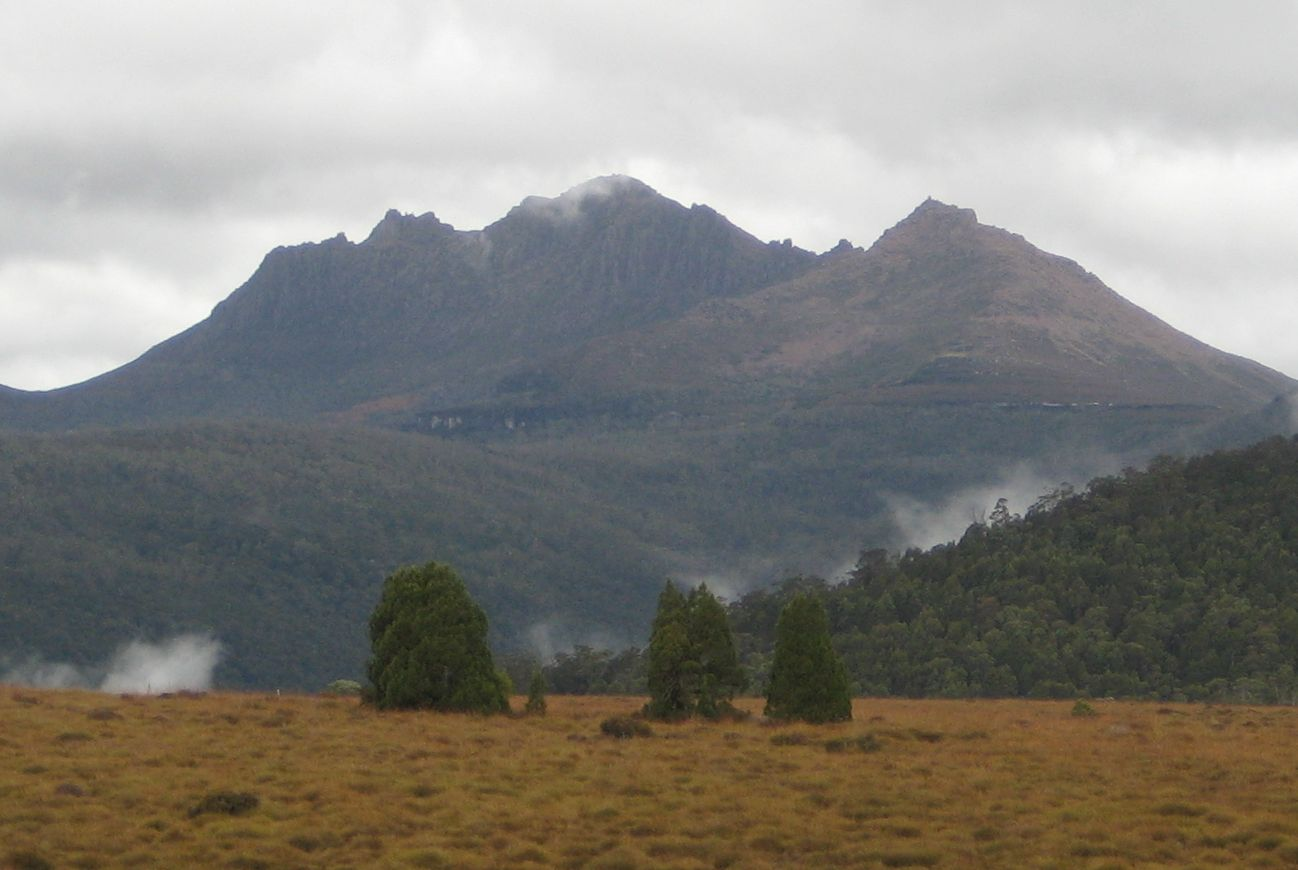
O [[Monte Ossa (Tasmânia)|]], topo da Tasmânia.